# Comte AC-11V
El Comte AC-11V fue un monoplano de cabina triplaza suizo de los años 30 del siglo xx producido por la Flugzeugbau A. Comte, ideado para la fotografía aérea y el levantamiento de mapas.

## Diseño y desarrollo
El AC-11V era un monoplano de ala alta con tren de aterrizaje convencional de patín de cola y estaba propulsado por un motor radial Armstrong Siddeley Lynx de 164 kW (220 hp), moviendo una hélice bipala de madera. Las alas eran trapezoidales y tenían, al igual que el empenaje, puntas redondeadas. Estando previsto su uso como avión de reconocimiento y fotografía aérea, los escapes del motor se unían en un tubo que pasaba por debajo de la cabina hasta casi el patín de cola, impidiendo que los gases entorpecieran las misiones de la tripulación.
La cabina cerrada tenía asientos lado a lado para un piloto y un copiloto (o un especialista en fotografía aérea). Para facilitar el acceso a la cabina, el asiento de estribor se plegaba hacia un lado. Se montó otro asiento móvil en raíles dispuestos en toda la longitud de la cabina; podía bloquearse en cualquier posición de los mismos, accediendo a las ventanas laterales. Se instaló una ventana entre los asientos de los pilotos para permitir lecturas de deriva y otra detrás que permitía usar una cámara vertical.

## Historia operacional
El único ejemplar voló por primera vez en 1931 o 1932, con la matrícula CH-285 (luego HB-KIM). Aunque no era rápido, sí era muy estable en vuelo, lo que permitía tomas muy nítidas. Presentado a la Fuerza Aérea Suiza, esta no mostró interés, comprando en su lugar tres BFM (Messerschmitt) M-18 para realizar la tarea. El avión fue comprado por el Aero Club de Lausana.
Durante los años de la Segunda Guerra Mundial, el avión fue usado por la Fuerza Aérea Suiza para realizar mapas detallados de Suiza. Fue requisado en 1943, recibiendo la matrícula C-715. En 1945 fue devuelto al Aero Club de Lausana, donde fue modificado para el transporte de pasajeros.

## Operadores
Suiza
- Fuerza Aérea Suiza

## Especificaciones
Referencia datos: The Illustrated Encyclopedia of Aircraft

### Características generales
- Tripulación: Dos (piloto y copiloto)
- Capacidad: Un especialista
- Longitud: 8,4 m (27,6 ft)
- Envergadura: 14,6 m (47,9 ft)
- Altura: 2,9 m (9,5 ft)
- Superficie alar: 24,4 m² (262,6 ft²)
- Peso vacío: 900 kg (1983,6 lb)
- Peso máximo al despegue: 1420 kg (3129,7 lb)
- Planta motriz: 1× motor radial de 7 cilindros refrigerado por aire Armstrong Siddeley Lynx.
  - Potencia: 160 kW (221 HP; 218 CV)

### Rendimiento
- Velocidad máxima operativa (Vno): 190 km/h (118 MPH; 103 kt)
- Techo de vuelo: 7000 m (22 966 ft)

## Aeronaves relacionadas

### Secuencias de designación
- Secuencia AC-_ (interna de Comte): ← AC-3 - AC-4 - AC-8 - AC-11V - AC-12 Moskito